# Halo Wars 2
Halo Wars 2 est un jeu vidéo de stratégie en temps réel (STR) développé par 343 Industries et Creative Assembly et édité par Microsoft Studios, sorti le 21 février 2017 sur Microsoft Windows et Xbox One. Le jeu fait partie de l'univers de la série Halo et fait suite au jeu Halo Wars sorti en 2009.

## Synopsis
L'histoire de Halo Wars 2 se déroule en 2559, sept ans après les évènements de Halo: Combat Evolved et près de 30 ans après les évènements du premier opus. L'équipage du Spirit of Fire se réveille près de l'Arche (la station de contrôle de tous les halo endommagée à la fin de Halo 3) et reçoit un signal de détresse de l'UNSC; mais ils ont des difficultés à le localiser précisément — Serina, l'ancienne IA du vaisseau, s'étant effacé au terme de ses sept années de vie conformément au protocole. L'unité de Spartans parvient à trouver la source dans un laboratoire abandonnée et découvrent Isabelle, une IA logistique qui est complètement terrorisée pour une bonne raison: une Brute, nommée Atriox, parvient sans difficulté à neutraliser l'unité et à la forcer à la retraite, blessant grièvement l'un des Spartans. 
Il s'avère qu'Atriox était autrefois membres des troupes de choc covenantes. 40 d'entre eux étaient envoyés mourir dans des missions suicides pour percer les lignes ennemies. Seul Atriox a survécu à chacune d'entre elles, ce qui a forgé sa légende et poussé les Hiérarques à organiser son assassinat. Sur le point d'être exécuté, il a mené un soulèvement au sein de l'Alliance Covenante, inspirant nombre d'émules et ralliant autour de lui pirates, mercenaires et autres rebelles et pillant les ressources covenantes dans des raids audacieux et sophistiqués. Il était la seconde cible principale de l'Alliance avec l'Humanité ; si les humains ont frôlé l'extinction, l'Alliance Covenante au sommet de sa puissance s'est révélée totalement incapable de contenir Atriox et son génie stratégique. Il dirige désormais une gigantesque armée de mercenaires, les Parias (Banished en vo), et le Spirit of Fire et son équipage sont tout ce qui sépare Atriox du contrôle absolu de la Galaxie.

## Système de jeu
Halo Wars 2 est un jeu de stratégie en temps réel. Il propose deux factions jouables : Le Commandement Spatial des Nations unies (CSNU, en vo United Nations Space Command ou UNSC) et les Parias (The Banished). Comme le premier Halo Wars, chaque faction dispose de différents chef d'unités. Le mode campagne est composé de treize missions, et propose un mode coopératif.
Le jeu propose différents modes de jeu en multijoueur qui peuvent être joués en ligne avec jusqu'à six joueurs.

## Contenus supplémentaires

### OpérationSpearbreaker
La première extension, sortie le 26 juillet 2017. Cette extension de la campagne inclut des missions inédites, cette extension se concentre entièrement sur une escouade d'ODST pour « Orbital Drop Shock Troopers ».

### L'Éveil du cauchemar[2]
La deuxième extension, sortie le 26 septembre 2017. Cette extension inclut une campagne inédite et vient ainsi étendre le scénario du jeu en nous plaçant du côté des Bannis dans leur lutte face aux Floods, tout nouvellement libérés de leur dôme de quarantaine par un scarab paria. L'extension fournit de nouvelles troupes ainsi qu'un nouveau mode de jeu, le terminus Firefight, un mode coopératif.